# Воля-Зброжкова
Воля-Зброжкова (пол. Wola Zbrożkowa) — село в Польщі, у гміні Ґловно Зґерського повіту Лодзинського воєводства.
Населення — 322 особи (2011).

## Демографія
Демографічна структура станом на 31 березня 2011 року:
|          | Загалом | Допрацездатний вік | Працездатний вік | Постпрацездатний вік |
| -------- | ------- | ------------------ | ---------------- | -------------------- |
| Чоловіки | 160     | 26                 | 114              | 20                   |
| Жінки    | 162     | 21                 | 100              | 41                   |
| Разом    | 322     | 47                 | 214              | 61                   |